# Clara Schuch

Clara Schuch

Clara Schuch, geb. Bohm, teilweise auch Klara oder Bohm-Schuch (* 5. Dezember 1879 in Stechow, Kreis Westhavelland; † 6. Mai 1936 in Berlin), war eine deutsche Politikerin der SPD und Schriftstellerin.

## Leben und Beruf
Clara Schuch wuchs als Tochter armer Kleinbauern mit fünf Geschwistern auf. Nach dem Besuch der Dorfschule in Stechow arbeitete sie später als Dienstmädchen. Danach absolvierte  Clara Bohm die Handelsschule in Berlin. Anschließend arbeitete sie als Schreibfräulein und Sekretärin, schließlich Chefsekretärin und bis zu ihrer Hochzeit mit Willy Schuch 1906 als kaufmännische Korrespondentin. Sie engagierte sich schriftstellerisch in der Arbeiterwohlfahrt, schrieb Gedichte und Aufsätze und redete auf Kongressen und Versammlungen. Ein besonderes Anliegen war ihr die Bekämpfung der hohen Säuglingssterblichkeit in Deutschland; sie forderte die Einrichtung von Mütterberatungsstellen. Sie wirkte in Kinderschutzkommissionen mit und ermöglichte gemeinsam mit Emil Wutzky die Eröffnung des ersten Berliner Heims für die berufstätige Jugend. Während des Ersten Weltkriegs waren ihr die soziale Versorgung von Kindern erneut das wichtigste Anliegen. Von 1919 bis 1922 war sie Chefredakteurin der SPD-Frauenzeitschrift Die Gleichheit.

## Abgeordnete
Clara Schuch war 1919/20 Mitglied der Weimarer Nationalversammlung und im parlamentarischen Untersuchungsausschuss für die Schuldfragen des Weltkriegs. Anschließend war sie bis 1933 Reichstagsabgeordnete. Sie setzte sich im Parlament insbesondere für den Schutz von Müttern und Kindern ein. Als in der letzten SPD-Fraktionssitzung vor Verabschiedung des Ermächtigungsgesetzes der Reichsbannerchef und Abgeordnete Karl Höltermann vorschlug, nicht an der Abstimmung teilzunehmen, weil er von Abgeordneten des Zentrums gewarnt worden sei, die SA werde die sozialdemokratischen Abgeordneten nicht mehr lebend aus der Krolloper lassen, sprach sie sich gemeinsam mit Louise Schroeder vehement gegen ein Fernbleiben aus.

## Zeit des Nationalsozialismus
Nach der Machtübernahme der Nationalsozialisten wurde sie im August 1933 im Berliner Frauengefängnis in der Barnimstraße inhaftiert. Sie war zwar nur 15 Tage in Haft, war danach aber psychisch zerstört. Nach ihrer Freilassung musste sie sich regelmäßig bei der Polizei melden.
Sie starb am 6. Mai 1936. Clara Schuch wurde am 12. Mai 1936 auf dem Friedhof Baumschulenweg in der Kiefholzstraße in Berlin-Baumschulenweg beigesetzt. Zur Trauerfeier erschienen 5.000 Menschen, was als stummer Protest gegen das NS-Regime gewertet wurde.

## Ehrungen

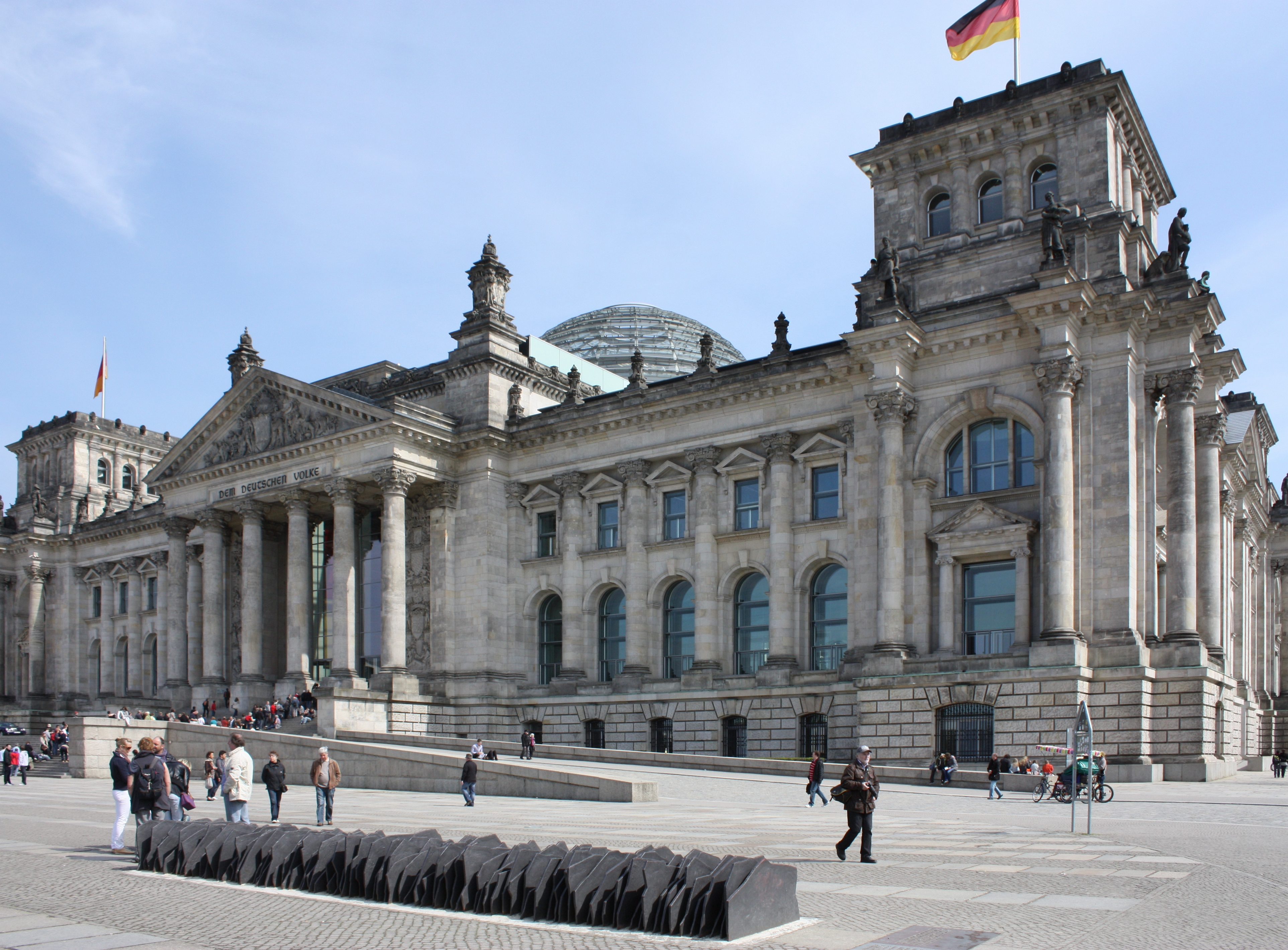
Gedenktafeln am Reichstag

Nach ihr ist seit 1966 der Bohm-Schuch-Weg in Berlin-Neukölln benannt. Seit 1992 erinnert in Berlin in der Nähe des Reichstags eine der 96 Gedenktafeln für von den Nationalsozialisten ermordete Reichstagsabgeordnete an Schuch.

## Werke
- Die Kinder im Weltkriege. Internationale Korrespondenz, Berlin-Karlshorst 1916.
- Alfred Mansfeld (Hrsg.): Sozialdemokratie und Kolonien. Mit Beiträgen von Eduard Bernstein, Clara Bohm-Schuch. u. a. und einem Vorwort von Julius Kaliski.  Verlag der Sozialistischen Monatshefte, Berlin 1919.
- Clara Müller-Jahnke: Ich bekenne. Die Geschichte einer Frau. Vorwort von Clara Bohm-Schuch. J. H. W. Dietz Nachf., Berlin 1920.
- An die Mädchen! In: Arbeiter-Jugend. 1921. Digitalisat
- Willst Du mich hören? Weckruf an unsere Mädel. Verband der Arbeiterjugend-Vereine Deutschlands, Berlin 1922.
- Warum die Mitarbeit der Frau in der Partei-Organisation? In: Die Frau in der Politik, Parteiarbeit, Arbeiterwohlfahrt, Erziehungsarbeit! Bericht von der Frauenkonferenz des Bezirks Hamburg-Nordwest der Sozialdemokratischen Partei Deutschlands am 4. und 5. Oktober 1924 in Bremerhaven. Schmalfeldt, Bremen 1924.
- Einführung in die Ideenwelt des Sozialismus. 1928.
- Der Weg des Schankstättengesetzes. In: Arbeiterwohlfahrt. 3(1928), Heft 3, S. 69–74.
- Der Untersuchungsausschuß für die Kriegsschule. In: Der Weg zur Freiheit. Halbmonatsschrift des Arbeitsausschusses Deutscher Verbände, Jg. 9 (1929), Nr. 2, S. 21–22.
- Gedichte. Verlagsanstalt Victor Otto Stomps, Berlin 1932.
- Oliver Igel (Hrsg.): Clara Bohm-Schuch. „Der Menschheit Sehnsucht“. Gedichte und kurze Prosa aus der Geschichte der Sozialdemokratie. trafo Literaturverlag, Berlin 2013 ISBN 978-3-86465-028-4 (=Spurensuche 9)